# Kanada na Letních olympijských hrách 1920
Kanada se účastnila Letní olympiády 1920 v belgických Antverpách. Zastupovalo ji 52 mužů v 9 sportech.

## Medailisté
| Medaile | Jméno | Sport       | Soutěž                             |
| ------- | --- | ----------- | ---------------------------------- |
| Zlato   | Robert Benson Walter Byron Frank Fredrikson Chris Fridfinnson Magnus Goodman Haldor Halderson Konrad Johannesson Allan Woodman | Lední hokej | Turnaj mužů                        |
| Zlato   | Tommy Thomson | Atletika    | Muži 110 m překážek                |
| Zlato   | Bert Schneider | Box         | Muži váha lehká střední do 66,7 kg |
| Stříbro | Clifford Graham | Box         | Muži váha bantamová do 53,5 kg     |
| Stříbro | Georges Prud'Homme | Box         | Muži váha střední do 72,6 kg       |
| Stříbro | George Vernot | Plavání     | Muži 1500 m volný styl             |
| Bronz   | Clarence Newton | Box         | Muži lehká váha do 61,2 kg         |
| Bronz   | Moe Herscovitch | Box         | Muži váha střední do 72,6 kg       |
| Bronz   | George Vernot | Plavání     | Muži 400 m volný styl              |